# يوحنا سركامبي

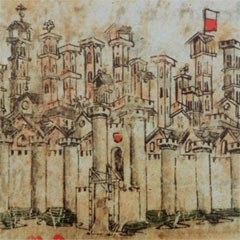
الصورة التاريخية للُكَّة

يوحنّا سِرْكامْبي (1348-1424) كاتبٌ إيطاليٌ من لُكَّة، كتب تاريخ مدينته (حوليّات لُكَّة Le croniche di Luccha)، وكذلك (Il Novelliere؛ أو الحكّاء) (أو Novelle؛ أو الأقاصيص)، وهي مجموعة من 155 حكاية.
ألّف سِرْكامْبي (حوليّات لُكَّة Le croniche di Luccha) من قرابة 1368م حتى مات من الطاعون عام 1424م.
تحتوي (Il Novelliere؛ أو الحكّاء) النّاقصة على قصة إطار تستند إلى الديكاميرون لبوكاتشيو، حيث يفر رواة القصص من لُكَّة لتجنب وباء سنة 1374م. وتشتهر قصة (La novella d'Astolfo حكاية أَسْتُولْفو) بشبهها بقصة شهريار وشهزمان في ألف ليلة وليلة.